# راينر إرنست
راينر إرنست (31 ديسمبر 1961

 في نيوستريليتز) (بالألمانية: Rainer Ernst) لاعب كرة قدم ألماني شرقي معتزل كان يجيد اللعب في مركز المهاجم .
لعب إرنست في أندية دينامو برلين (1978-1990) كايزرسلاوترن (1990-1991) بوردو (1991-1992) كان (1992-1993) زيورخ (1993-1994) سالمروهر (1994-1997) .
ساهم إرنست في تتويج نادي دينامو برلين ببطولة دوري الدرجة الأولى 10 مرات متتالية من 1978/1979 إلى 1987/1988 وبطولة كأس ألمانيا الشرقية مرتين موسمي 1987/1988 و1988/1989 ثم ساهم في تتويج نادي كايرزسلاوترن ببطولة دوري الدرجة الأولى موسم 1990/1991 . توج هدافا لبطولة الدوري مرتين في 1983/1984 برصيد 20 هدف و1984/1985 برصيد 24 هدف .
شارك إرنست مع منتخب ألمانيا الشرقية في 56 مباراة دولية مسجلا 20 هدف في الفترة من 1981 إلى 1990 .

## روابط خارجية
- راينر إرنست على موقع الاتحاد الأوربي (الإنجليزية)
- راينر إرنست على موقع قاعدة بيانات كرة القدم.إي يو (الإنجليزية)
- راينر إرنست على موقع بيانات كرة القدم. دي إي (الألمانية)
- راينر إرنست على موقع ناشيونال فوتبول تيمز (الإنجليزية)
- راينر إرنست على موقع عالم كرة القدم.نت (الإنجليزية)
- راينر إرنست على موقع كووورة